# Eho
Ého (grško Ηχώ) je v grški mitologiji gorska nimfa.

## Eho v grški mitologiji

### Eho in Hera
Zevs je bil znan po mnogih ljubicah. Da bi jih lahko uspešno skrival pred ženo Hero, je naročil nimfi Eho, naj ljubosumno ženo zadrži s klepetom. Tako je Eho z besedičenjem vedno zadržala Hero, da so se lahko skrile ostale nimfe, ki so zabavale Zevsa. Ko je Hera zvedala za zvijačo, je Eho kaznovala tako, da ji je vzela dar govora. Nimfa je odtlej lahko samo ponavljala besede, ki so jih govorili drugi.

### Narcis in Eho
Eho se je nekoč zaljubila v prelepega mladeniča Narcisa. Ker ji je Hera vzela sposobnost govora, ninfa ni mogla izpovedati svojih čustev in je zato le ponavljala Narcisine besede. Ker pa se mladenič zanjo ni menil, je Eho od žalosti shirala in od nje je ostal samo odmev (njen glas).

### Pan in Eho
Pan, pastirski bog (tudi bog plodnosti), je bil v svojih ljubezenskih zgodbah večkrat neuspešen. Uspeh je imel edino pri nimfi Eho, ki ga je kot odmev spremljala na njegovih poteh po gorah.
Druga različica pa pravi, da je bila Eho čudovita pevka in plesalka, prezirala pa je ljubezen vsakega moškega. To je razjezilo pastirskega boga Pana, zato je naročil svojim rožam, naj nimfo ubijejo. Eho, raztrgana na kose, se je razpršila na vse konce sveta. Boginja Zemlje Gea je prejela dele njenega telesa, ki še vedno ponavljajo besede drugih.
- Ena od verzij celo pravi, naj bi Pan imel pred tem z Eho hčerko Iambe, po kateri naj bi se poimenovalo jambsko pesništvo.